# Він — дракон
«Він — дракон» (рос. Он — дракон) — російський фентезійний мелодраматичний фільм режисера Індара Джендубаєва 2015 року. Знятий за мотивами роману Сергія і Марини Дяченків «Ритуал» (1996).
Фільм оповідає про князівну Мирославу, яку в день її весілля викрадає дракон, випадково прикликаний її нареченим. Мирослава опиняється на острові, де дізнається, що дракон є перевертнем, що прагне більше ніколи не обертатися на чудовисько. Поки наречений розшукує її, Мирослава вчиться жити разом з драконом, намагаючись допомогти йому стати людиною назавжди.

## Сюжет
Фільм починається з розповіді невідомого чоловіка про давнину, коли людей тримав у страху дракон, котрому в жертву приносилися юні дівчата. Проте знайшовся чоловік, який наважився розшукати чудовисько. Він знайшов лігво дракона, коли його кохана вже була мертва, але вбив дракона і повернувся, отримавши ім'я Драконоборець.
Через багато років ритуал відправляння жертв дракону став весільним обрядом. Князь схожої на слов'янську країни видає заміж свою молодшу дочку Мирославу за внука Драконоборця Ігора. Мирослава ж свариться зі своєю сестрою Ярославою з приводу того, що за Ігора раніше хотіла вийти вона. В пам'ять про свого діда Ігор наказує заспівати пісню прикликання дракона. Несподівано чудовисько прилітає, хапає Мирославу і забирає її з собою.
Дракон приносить Мирославу на острів, де скидає в яму. Князівна безуспішно намагається вибратися, а скоро чує голос чоловіка, який називає себе ще одним в'язнем дракона. В'язень говорить, що не пам'ятає свого імені, тому Мирослава називає його Арманом, зауважуючи, що той не схожий на в'язня. Вони вітаються, тиснучи одне одному руки, та раптом Арман тікає, а над ямою з'являється дракон, намагаючись дістати дівчину. Вона пробиває в скелі лаз, яким вибирається з ями. Невдовзі Мирослава бачить Армана і, думаючи що він прислужник дракона, стрибає зі скелі. Арман кидається за нею і в польоті перетворюється на дракона, чим рятує Мирославу, але сам падає на скелі. Тим часом Ігор вирушає на пошуки нареченої, взявши із собою воїнів.
Князівна вагається чи вбивати Армана, коли він повертає людську подобу, але зрештою витягає його у безпечне місце. Отямившись зранку, Арман розповідає, що є сином дракона, якого убив Драконоборець. Одного разу до острова прибило корабель з маріонетками для театру тіней. Армана вразив цей витвір і він твердо вирішив не вбивати людей, хоч сутність дракона намагалася пересилити людську сутність. Коли сутність дракона в ньому пробуджується, будучи ще людиною він біжить до вузького проходу у скелі, звідки дракон не може вибратися. Йому майже вдалося назавжди стати людиною, проте пісня на весіллі Мирослави змусила стати драконом і прилетіти(у той момент він не добіг до скелі перш ніж перетворитися), як це робили предки.
Арман пропонує Мирославі жити на острові, поки Ігор не розшукає її, адже тільки взаємна любов може провести людей крізь туман, який оточує острів. Дівчина обіцяє допомогти Арману побороти дракона в собі та облаштовує з ним острів, добуваючи новий одяг, меблі та багато чого іншого з прибитих до берегів уламків кораблів. Арман попереджає — щойно Мирослава доторкнеться до нього, він знову обернеться драконом. Князівна розповідає і показує йому як живуть люди, а Арман в свою чергу допомагає їй шукати корисні речі. Серед них одного дня він розшукує салюти, які обоє запускають зі скелі. Тим часом Ігор зі своїми воїнами блукає в тумані, не бачачи ні берега ні будь-яких слідів нареченої або дракона.
Арман натрапляє на човен, де Мирослава збирає речі для відплиття і вирішує, що дівчина скористалася його довірою. Так вона зокрема дізналася як можна подати сигнал салютом і як за допомогою летючого змія визначити напрям вітру. Він проганяє Мирославу, проте вдячний за те, що вона дала надію перемогти драконову сутність. Арман показує місце, де дракони спалювали дівчат, щоб з їхнього попелу народжувалися нові хлопчики-дракони, після чого відпускає. Мирослава запускає з човна салют, який помічає Ігор, коли його побратими вже вирішували повернути назад.
Ігор з Мирославою з тріумфом повертаються до рідного князівства. Мирослава вигадує ніби дракон розбився об скелі, коли приніс у своє лігво, щоб Ігор не вбив Армана. Князь влаштовує весілля, говорячи дочці те, що не встиг минулого разу — завжди робити те, що велить серце. Починається весільна церемонія, а Арман в той час на своєму острові вирішує кинутися на скелі. Але Мирослава усвідомлює, що покохала Армана і зупиняє дійство. Вона заспівує пісню прикликання дракона, від якої Арман, вже падаючи, знову стає чудовиськом і прилітає. Принісши Мирославу на острів, він кидає дівчину на вівтар для спалення, але її доторк усмирює чудовисько. Будучи в подобі дракона, Арман пересилює свою другу сутність і людська бере гору. Князь розуміє що відбулося, тому не осуджує вибір молодшої дочки.
В епілозі оповідачем всієї цієї історії виявляється Арман. Він щасливо живе на острові з Мирославою і дочкою. Арман зміг остаточно подолати звірині інстинкти, зберігши здатність перетворюватися на дракона. Мирослава сідає на дракона і вони летять в небо.

## У ролях
| Роль                      | Актор (и)                                           |
| ------------------------- | --------------------------------------------------- |
| Арман                     | Матвій Ликов                                        |
| Князівна Мирослава        | Марія Поєзжаєва                                     |
| Князь                     | Станіслав Любшин                                    |
| Ярослава                  | Ієва Андрєєвайте                                    |
| Ігор                      | Петро Романов                                       |
| Стерновий на кораблі      | Андрій Лебединський                                 |
| Дочка Армана та Мирослави | Марта Тимофеєва                                     |
| Арман-дитина              | Іво Господінов                                      |
| Батько Армана             | Єгор Зубарчук                                       |
| Наречені в жертву         | Вікторія Рунцова, Анастасія Дубровіна, Олена Чехова |

## Створення
Зйомки фільму стартували у вересні 2014 року в Болгарії зі сцен на острові дракона. Підготовка до зйомок тривала три роки, за які команда художників збирала предмети інтер'єру, матеріали і тканини, пізніше задіяні в кадрі. Як печери слугувала печера Проходна, за узбережжя служили береги Чорного моря. Ця печера була обрана з-поміж кількох інших в різних країнах за її внутрішній вигляд з двома симетричними отворами. Кінокомпанії «Базилевс» було заборонено використовувати піротехніку, оскільки її застосування в печері попередньою командою завдало шкоди тамтешній популяції кажанів. Шторми нанесли водорості, що зробило колір моря непривабливим і він пізніше коригувався на комп'ютері.
У грудні 2014 року відбувалися зйомки в павільйонах, де були зняті сцени викрадення Мирослави, польоти на драконі, інші сцени на острові й фінал. У декораціях острова використовувався спеціально оброблений пінопласт, що нагадував камінь. Озеро в князівстві відтворювалося завдяки 300-тонному басейну, зведеному в павільйоні. Там же майстри склали повнорозмірний корабель. На головні ролі було затверджено фотомодель Матвія Ликова і актрису Марію Поєзжанову. Для акторів створили понад 300 унікальних костюмів і десятки предметів зброї й обладунків. Для зйомки епізодів у повітрі використовувалися 84 фотоапарата, якими створювалися моделі Матвія Ликова і Марії Поєзжанової. Голова дракона була виготовлена в натуральну величину і кріпилася на підвісі.
Образ дракона формувався як збірний образ драконів з різних культур ще під час написання сценарію, а потім адаптувався під Матвія Ликова. Додатково вигляд дракона коригувався самим Індаром Джендубаєвим. Роботу над комп'ютерною графікою очолював фахівець з візуальних ефектів Сергій Невшупов, який працював на студії Weta Digital Пітера Джексона. Операторською групою керував Сергій Трофимов, вже відомий за працею над іншими фантастичними фільмами російського виробництва: «Нічна Варта», «Денна Варта», «Чорна блискавка» та ін.
Про зйомки фільму було повідомлено 22 червня 2015 року. Трейлер було оприлюднено 5 жовтня того ж року. В ньому використовувалися вірші поетеси Катаріни Султанової. Завершилися зйомки в жовтні 2015 в Якутії сценами засніжених рівнин.

## Оцінки й відгуки
На російському вебсайті Кинопоиск фільм зібрав сукупну оцінку 89 % від критиків та 7 балів з 10 від глядачів. На IMDB оцінка склала 5,5 балів з 10. Оцінки та відгуки критиків були суперечливими. Від Film.ru «Він — дракон» отримав 8 балів з 10, при цьому фільм порівнювався з «Сутінками» та «Красунею і чудовиськом» (2014) на користь російського твору. Його було охарактеризовано як «бездоганну „жіночу“ романтичну фентезі». Журнал «Мир Фантастики» дав фільму 5 балів з 10, що відповідає оцінці «посередньо». З позитивних рис відзначалися слов'янський сетинґ, видовищність та образ Мирослави. В той же час було розкритиковано спрощений, порівняно з романом, сюжет, непереконливі діалоги та надміру романтизоване зображення Армана. «The Hollywood Reporter» було дано подібну рецензію, де діалоги було описано «як у 13-річних підлітків», але візуальна складова отримала схвалення. Загалом фільм було рекомендовано до перегляду і названо його «захопливим». «Российская газета» оцінила «Він — дракон» у 2 бали з 5, розглядаючи фільм як експлуатацію популярних образів дракона, принцеси, стереотипного красеня, та порівнявши фільм з красивою рекламою.

## Касові збори
Фільм провалився в російському прокаті, зібравши лише 1,7 млн доларів (114 961 370 рублів) при бюджеті у 18 млн. Збори в країнах СНД виявилися мізерними, піднявши загальні до 1,9 млн доларів (129 931 836 рублів). В Україні вдалося зібрати 24759 доларів (594966 гривень).
Однак, «Він — дракон» став несподівано популярним на піратських інтернет-сайтах у Китаї. Якщо кількість глядачів у прокаті ледве перевищила 500 тисяч, то нелегально фільм переглянули понад 3,5 млн осіб вже в перші кілька днів. Це стало підставою запропонувати його в китайський прокат, де він вийшов на екрани 19 серпня 2016. Збори сягнули 6,8 млн доларів.
У Німеччині, Франції та Японії фільм вийшов одразу на DVD впродовж 2017 року.